# 諾克斯鎮區 (印地安納州傑伊縣)
諾克斯鎮區（英語：Knox Township）是位於美國印地安納州傑伊縣的一個行政鎮區。

## 地方資料
根據2010年美國人口普查的數據，諾克斯鎮區的面積為61.00平方千米，當中陸地面積為61.00平方千米，而水域面積為0.00平方千米。當地共有人口503人，而人口密度為每平方千米8.25人。